# Karma and Effect
Karma and Effect es el tercer álbum de estudio de la banda sudafricana de metal alternativo Seether. Fue lanzado el 24 de mayo de 2005 por Wind-up Records. Es el segundo y último álbum de la banda con el guitarrista Pat Callahan antes de su salida de la banda en 2006.
Tras su lanzamiento, el álbum debutó en el top 10 de numerosas listas musicales nacionales. El sencillo principal del álbum, "Remedy", ocupó el primer puesto en la lista Billboard Mainstream Rock Tracks durante un total de ocho semanas. El segundo y tercer sencillos, "Truth" y "The Gift", aunque no en la misma medida, también tuvieron éxito en la radio de rock. Desde su lanzamiento, el álbum ha vendido más de 1 millón de unidades en los Estados Unidos. Está certificado platino en los Estados Unidos y certificado oro en Canadá.

## Lista de canciones
| Karma and Effect |                                                                                     |          |  |
| N.º              | Título                                                                              | Duración |  |
| 1.               | «Because of Me»                                                                     | 3:36     |  |
| 2.               | «Remedy»                                                                            | 3:27     |  |
| 3.               | «Truth»                                                                             | 3:50     |  |
| 4.               | «The Gift»                                                                          | 5:34     |  |
| 5.               | «Burrito»                                                                           | 3:51     |  |
| 6.               | «Given»                                                                             | 3:47     |  |
| 7.               | «Never Leave»                                                                       | 4:59     |  |
| 8.               | «World Falls Away»                                                                  | 4:40     |  |
| 9.               | «Tongue»                                                                            | 4:06     |  |
| 10.              | «I'm the One»                                                                       | 2:49     |  |
| 11.              | «Simplest Mistake»                                                                  | 5:28     |  |
| 12.              | «Diseased»                                                                          | 3:40     |  |
| 13.              | «Plastic Man» (finaliza en el minuto 3:49, el resto de la canción es sólo silencio) | 8:48     |  |
| 14.              | «Kom Saam Met My» (Pista oculta)                                                    | 2:18     |  |
| 60:53            |                                                                                     |          |  |

• La pista oculta Kom Saam Met My  que significa "Ven conmigo" en español, es cantada en Afrikáans.

## Canciones no incluidas
Antes del lanzamiento de Karma and Effect, un blog en el sitio web de la banda informó que habría tres temas en el lado B, pero no se incluyeron y eran:

| Disponible en el sencillo Remedy |             |          |  |
| N.º                              | Título      | Duración |  |
| 1.                               | «Let Me Go» | 3:23     |  |

| N.º | Título    | Duración |  |
| 1.  | «Blister» | 3:37     |  |

| N.º | Título      | Duración |  |
| 1.  | «Innocence» | 4:37     |  |

8 años después las tres canciones aparecieron de nuevo en el álbum recopilatorio Seether: 2002-2013

## Posición en las listas
| Lista (2005)       | Posición |
| ------------------ | -------- |
| U.S. Billboard 200 | 8        |

## Personal
- Shaun Morgan: Guitarra, voces
- Dale Stewart: bajo, coros
- John Humphrey: batería
- Pat Callahan: guitarra adicional